# Maciej Freimut
Maciej Freimut (ur. 24 lutego 1967 w Wąbrzeźnie) – polski kajakarz, srebrny medalista olimpijski z Barcelony (1992), mistrz świata (1994), medalista mistrzostw Europy, trzykrotny olimpijczyk, wielokrotny mistrz Polski.

## Kariera sportowa
W latach 1978–1988 występował w Orle Wałcz, w latach 1988-1997 był zawodnikiem Zawiszy Bydgoszcz. 

### Igrzyska olimpijskie
Trzykrotnie wystąpił na igrzyskach olimpijskich. Na Igrzyskach Olimpijskich w Seulu (1988) zajął 6. miejsce w konkurencji K-2 500 m (z Wojciechem Kurpiewskim) i 5. miejsce w konkurencji K-4 1000 m (partnerami byli Wojciech Kurpiewski, Grzegorz Krawców i Kazimierz Krzyżański). Na Igrzyskach Olimpijskich w Barcelonie (1992) wywalczył tytuł wicemistrzowski w konkurencji K-2 500 m (z Wojciechem Kurpiewskim), a w konkurencji K-4 1000 m zajął 6. miejsce (partnerami byli W. Kurpiewski, G. Krawców i Grzegorz Kaleta). Na Igrzyskach Olimpijskich w Atlancie 91996) zajął 5. miejsce w konkurencji K-4 500 m (z Adamem Wysockim).

### Mistrzostwa świata
Na mistrzostwach świata wystąpił dziewięciokrotnie, zdobywając siedem medali, w tym jeden złoty, cztery srebrne i dwa brązowe.
- 1986: K-2 500 m - 4 m.
- 1987: K-1 1000 m - 9 m., K-1 10000 m - 9 m.
- 1989: K-2 500 m - 3 m. (z Wojciechem Kurpiewskim), K-4 500 m - 4 m., K-4 1000 m - 2 m. (partnerami byli Robert Chwiałkowski, Grzegorz Krawców i Wojciech Kurpiewski)
- 1990: K-1 1000 m - 2 m., K-2 500 m - 6 m., K-4 1000 m - 9 m.
- 1991: K-2 500 m - 5 m., K-2 10000 m - 14 m., K-4 1000 m - 5 m.
- 1993: K-2 500 m - 2 m. (z Wojciechem Kurpiewskim), K-4 1000 m - 9 m., K-4 10000 m - 2 m. (partnerami byli Andrzej Gryczko, Piotr Markiewicz i Grzegorz Kaleta)
- 1994: K-2 200 m - 1 m. (z Adamem Wysockim), K-2 500 m - 5 m.
- 1995: K-2 200 m - 4 m., K-2 500 m - 3 m. (z Adamem Wysockim)
- 1997: K-2 200 m - 7 m., K-2 500 m - 4 m.

### Mistrzostwa Europy
- 1997: K-2 200 m - 3 m. (z Adamem Wysockim), K-2 500 m - 2 m. (z Adamem Wysockim),

### Mistrzostwa Polski
16 razy zdobył tytuł mistrza Polski seniorów:
- K-1 500 m: 1990
- K-1 1000 m: 1988, 1990
- K-2 200 m: 1994 (z Grzegorzem Kaletą)
- K-2 500 m: 1986 (z Mirosławem Mikołajewiczem), 1988 (z Wojciechem Kurpiewskim), 1989 (z Pawłem Nawrockim), 1993, 1994 (w dwóch startach z Grzegorzem Kaletą), 1996, 1997 (w dwóch startach z Piotrem Olszewskim)
- K-2 1000 m: 1993, 1994 (w obu startach z Grzegorzem Kaletą)
- K-2 10000 m: 1993, 1994 (w obu startach z Grzegorzem Kaletą)
- K-4 1000 m: 1989